# Palacio Administrativo de Itagüí
El Palacio Administrativo de Itagüí  es un edificio del siglo XX situado en el centro de la ciudad de Itagüí en Colombia. En este se cumplen funciones administrativas de la ciudad y de atención a la ciudadanía. 

## Historia
Su origen es de 1990, cuando el Gobierno de Itagüí decide empezar la construcción de un conjunto urbanístico con funciones administrativas para la ciudad. Este palacio administrativo está dentro de la estructura de este conjunto urbanístico. En el año 2012 se aprueba en el concejo municipal  una restauración de toda la estructura y sus alrededores. 